# Kąty Denkowskie
Kąty Denkowskie – dawna wieś, od 1954 część miasta Ostrowca Świętokrzyskiego, położona w jego wschodniej części.

## Historia
Kąty Denkowskie w latach 1867–1954 należały do gminy Bodzechów w powiecie opatowskim w guberni kieleckiej. W II RP przynależały do woj. kieleckiego, gdzie 2 listopada 1933 weszły w skład gromady o nazwie Koszary Denkowskie w gminie Bodzechów, składającej się ze wsi Koszary, osiedla Koszary Denkowskie, osiedla Kąty Denkowskie i osiedla Piaski Denkowskie.
Podczas II wojny światowej włączone do Generalnego Gubernatorstwa (dystrykt radomski, powiat opatowski), już jako odrębna gromada Kąty w gminie Bodzechów, licząca 395 mieszkańców.
Po wojnie w województwa kieleckim, jako jedna z 16 gromad gminy Bodzechów w powiecie opatowskim.
29 września 1954 Kąty Denkowskie wyłączono z gminy Bodzechów i włączono do Ostrowca Świętokrzyskiego.